# Gwyneth Paltrow
Gwyneth Kate Paltrow (/ˈpæltroʊ/; sinh ngày 27 tháng 9 năm 1972) là một nữ diễn viên, ca sĩ và nhạc sĩ người Mỹ.

## Tiểu sử
Bố của Gwyneth là đạo diễn, nhà viết kịch bản và nhà sản xuất phim truyền hình và điện ảnh Bruce Paltrow. Còn mẹ của cô là nữ diễn viên Blythe Danner, người từng đoạt các giải thưởng Emmy và Tony.
Ngày 5 tháng 12 năm 2003, Gwyneth kết hôn với ca sĩ Chris Martin (thuộc nhóm nhạc rock Coldplay). Năm tháng sau, vào ngày 14 tháng 5 năm 2004, tại Luân Đôn, Gwyneth sinh hạ một cô con gái và đặt tên là Apple Blythe Alison Martin.

## Sự nghiệp
Năm 1998, Gwyneth Paltrow giành giải Oscar cho nữ diễn viên chính xuất sắc nhất cho vai chính trong bộ phim Shakespeare in Love (Shakespeare đang yêu) của đạo diễn John Madden. Vẫn với vai diễn này, Paltrow tiếp tục giành giải Quả cầu vàng cho nữ diễn viên chính xuất sắc nhất trong thể loại phim nhạc kịch.

## Danh mục phim

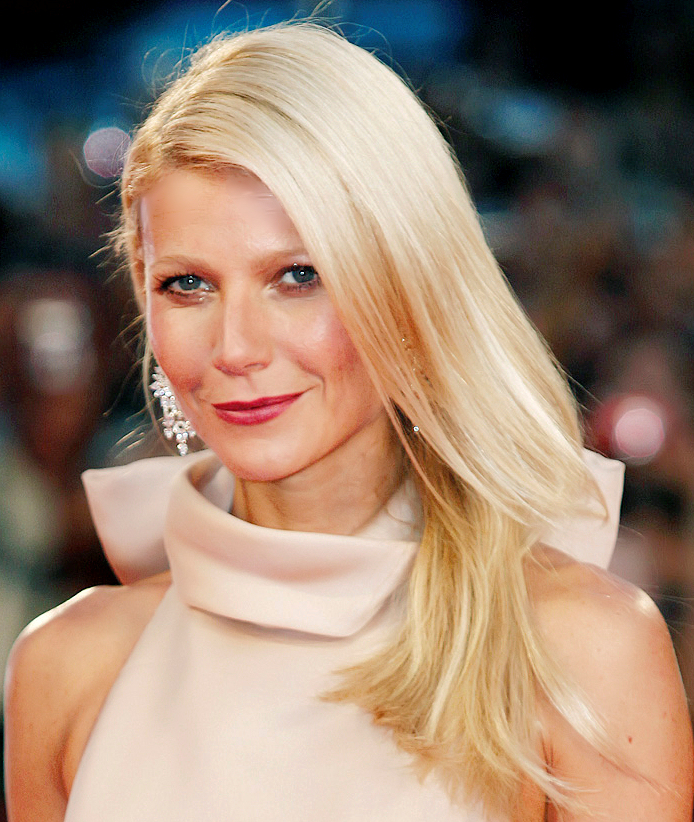
Paltrow tại LHP Venice năm 2011

| Năm  | Tên phim                              | Vai diễn                                          | Ghi chú |
| ---- | ------------------------------------- | ------------------------------------------------- | --- |
| 1991 | Shout                                 | Rebecca                                           | |
| 1991 | Hook                                  | Young Wendy Darling                               | |
| 1992 | Cruel Doubt                           | Angela Pritchard                                  | |
| 1993 | Deadly Relations                      | Carol Ann Fagot Applegarth Holland                | |
| 1993 | Malice                                | Paula Bell                                        | |
| 1993 | Flesh and Bone                        | Ginny                                             | Đề cử—National Society of Film Critics Award cho Nữ diễn viên phụ xuất sắc nhất |
| 1994 | Mrs. Parker and the Vicious Circle    | Paula Hunt                                        | |
| 1995 | Higher Learning                       | Student                                           | Uncredited |
| 1995 | Jefferson in Paris                    | Patsy Jefferson                                   | |
| 1995 | Seven                                 | Tracy Mills                                       | Đề cử—Saturn Award cho Nữ diễn viên phụ xuất sắc nhất |
| 1995 | Moonlight and Valentino               | Lucy Trager                                       | |
| 1996 | Hard Eight                            | Clementine                                        | |
| 1996 | The Pallbearer                        | Julie DeMarco                                     | |
| 1996 | Emma                                  | Emma Woodhouse                                    | Satellite Award cho Nữ diễn viên chính xuất sắc nhất – Motion Picture Musical or Comedy |
| 1997 | Thomas Jefferson                      | Jefferson's granddaughter (voice)                 | TV mini-series |
| 1998 | Sliding Doors                         | Helen Quilley                                     | Florida Film Critics Circle Award cho Nữ diễn viên chính xuất sắc nhất (also cho Shakespeare in Love) Russian Film of Guild Critics Award cho Nữ diễn viên chính xuất sắc nhất San Diego Film Critics Society Award cho Nữ diễn viên chính xuất sắc nhất (also cho Shakespeare in Love) |
| 1998 | Great Expectations                    | Estella                                           | |
| 1998 | Hush                                  | Helen Baring                                      | |
| 1998 | A Perfect Murder                      | Emily Bradchod Taylor                             | Đề cử—Blockbuster Entertainment Award cho Favorite Actress – Suspense |
| 1998 | Shakespeare in Love                   | Viola De Lesseps                                  | Academy Award cho Nữ diễn viên chính xuất sắc nhất Empire Award cho Nữ diễn viên chính xuất sắc nhất Florida Film Critics Circle Award cho Nữ diễn viên chính xuất sắc nhất (also cho Sliding Doors) Golden Globe Award cho Nữ diễn viên chính xuất sắc nhất – Motion Picture Musical or Comedy Kansas City Film Critics Circle Award cho Nữ diễn viên chính xuất sắc nhất Las Vegas Film Critics Society Award cho Nữ diễn viên chính xuất sắc nhất MTV Movie Award cho Best Kiss (shared with Joseph Fiennes San Diego Film Critics Society Award cho Nữ diễn viên chính xuất sắc nhất (also cho Sliding Doors) Screen Actors Guild Award cho Outstanding Perchomance by a Female Actor in a Leading Role Screen Actors Guild Award cho Outstanding Perchomance by a Cast in a Motion Picture Đề cử—BAFTA Award cho Nữ diễn viên chính xuất sắc nhất in a Leading Role Đề cử—Blockbuster Entertainment Award cho Favorite Actress - Comedy/Romance Đề cử—Chicago Film Critics Association Award cho Nữ diễn viên chính xuất sắc nhất Đề cử—MTV Movie Award cho Best Female Perchomance Đề cử—Online Film Critics Society Award cho Nữ diễn viên chính xuất sắc nhất Đề cử—Satellite Award cho Nữ diễn viên chính xuất sắc nhất – Motion Picture Musical or Comedy Đề cử—Teen Choice Award cho Film – Choice Actress Đề cử—Teen Choice Award cho Sexiest Love Scene |
| 1999 | The Talented Mr. Ripley               | Marge Sherwood                                    | Đề cử—Blockbuster Entertainment Award cho Favorite Actress - Suspense |
| 1999 | Saturday Night Live                   | Host                                              | Phim truyền hình bộ (1 Tập: Season 24, Tập 12) |
| 2000 | The Intern                            | Herself                                           | Uncredited |
| 2000 | Duets                                 | Liv                                               | |
| 2000 | Bounce                                | Abby Janello                                      | Blockbuster Entertainment Award cho Favorite Actress - Drama/Romance Đề cử—MTV Movie Award cho Best Kiss (shared with Ben Affleck) |
| 2001 | The Anniversary Party                 | Skye Davidson                                     | |
| 2001 | Saturday Night Live                   | Host                                              | Phim truyền hình bộ (1 Tập: Season 27, Tập 5) |
| 2001 | The Royal Tenenbaums                  | Margot Tenenbaum                                  | Đề cử—Phoenix Film Critics Society Award cho Best Cast Đề cử—Satellite Award cho Nữ diễn viên phụ xuất sắc nhất – Motion Picture Đề cử—Toronto Film Critics Association Award cho Nữ diễn viên phụ xuất sắc nhất |
| 2001 | Shallow Hal                           | Rosemary Shanahan                                 | Đề cử—Teen Choice Award cho Film – Choice Comedy Actress |
| 2002 | Searching cho Debra Winger            | Herself                                           | Documentary |
| 2002 | Austin Powers in Goldmember           | Gwyneth Paltrow as Dixie Normous in 'Austinpussy' | Cameo |
| 2002 | Possession                            | Maud Bailey                                       | |
| 2003 | View from the Top                     | Donna Jensen                                      | |
| 2003 | Sylvia                                | Sylvia Plath                                      | |
| 2004 | Sky Captain and the World of Tomorrow | Polly Perkins                                     | Đề cử—MTV Movie Award cho Best Kiss (shared with Jude Law) |
| 2005 | Proof                                 | Catherine                                         | Đề cử—Golden Globe Award cho Nữ diễn viên chính xuất sắc nhất – Motion Picture Drama |
| 2006 | Infamous                              | Kitty Dean                                        | |
| 2006 | Love and Other Disasters              | Hollywood Jacks                                   | Cameo |
| 2006 | Running with Scissors                 | Hope Finch                                        | |
| 2007 | The Good Night                        | Dora                                              | |
| 2008 | Iron Man                              | Pepper Potts                                      | Đề cử—Saturn Award cho Nữ diễn viên chính xuất sắc nhất Đề cử—Teen Choice Award cho Choice Movie Actress – Action Adventure |
| 2008 | Two Lovers                            | Michelle                                          | Đề cử—Independent Spirit Award cho Best Female Lead |
| 2008 | Spain... On The Road Again            | Herself                                           | Phim truyền hình bộ documentary (13 Tậps) |
| 2010 | The Marriage Ref                      | Herself - Panelist                                | Phim truyền hình bộ (1 Tập: "Gwyneth Paltrow/Jerry Seinfeld/Greg Giraldo") |
| 2010 | Người Sắt 2                           | Pepper Potts                                      | Đề cử—Teen Choice Award cho Choice Movie Actress – Sci-Fi |
| 2010 | Country Strong                        | Kelly Canter                                      | Đề cử—Las Vegas Film Critics Society Award cho Best Song Đề cử—Satellite Award cho Best Original Song Đề cử—World Soundtrack Award cho Best Original Song Written Directly cho a Film |
| 2010 | Glee                                  | Holly Holliday                                    | Primetime Emmy Award cho Outstanding Guest Actress - Comedy Series Đề cử—People's Choice Award cho Favorite TV Guest Star |
| 2011 | Glee: The 3D Concert Movie            | Holly Holliday                                    | Uncredited |
| 2011 | Who Do You Think You Are?             | Herself                                           | Phim truyền hình bộ (1 Tập: "Gwyneth Paltrow") |
| 2011 | Saturday Night Live                   | Host                                              | Phim truyền hình bộ (1 Tập: Season 36, Tập 12) |
| 2011 | Contagion                             | Beth Emhoff                                       | Đề cử—Phoenix Film Critics Society Award cho Best Cast |
| 2012 | Thanks Cho Sharing                    | Phoebe                                            | |
| 2012 | The New Normal                        | Abby (uncredited)                                 | Phim truyền hình bộ (1 Tập: "Pilot") |
| 2012 | The Avengers                          | Pepper Potts                                      | |
| 2013 | Người Sắt 3                           | Pepper Potts                                      | |
| 2014 | 33 dias                               | Dora Maar                                         | Filming |